# La Montagne magique
Pour les articles homonymes, voir La Montagne magique (homonymie).
La Montagne magique (titre original en allemand : Der Zauberberg) est un roman publié en 1924 par Thomas Mann, écrit entre 1912 et 1923, après un séjour de sa femme Katia en 1911 au sanatorium de  Davos, en Suisse ; il est considéré comme l'une des œuvres les plus influentes et les plus riches de la littérature allemande du XXe siècle.
L'œuvre fait suite aux Considérations d'un apolitique (en) et en corrige les thèmes, l'auteur s'étant mis « à l'école de la Montagne magique », soumettant les réflexions sociales et les débats philosophiques de l'époque au primat de l'esthétique et de l'éthique.

## Résumé
Le livre, dont l’intrigue se déroule au tout début du XXe siècle, relate l’expérience singulière de Hans Castorp, jeune ingénieur originaire d'une famille commerçante de Hambourg ; il est venu rendre visite en 1907 à son cousin Joachim Ziemssen, en cure à la station alpine de Davos au sanatorium Berghof. Le jeune ingénieur hambourgeois, fasciné par le microcosme des « gens d’en haut », est bercé par leur étrange rythme de vie ; il se découvre bientôt une pathologie bien singulière qui touche autant le corps que l'esprit.
Son séjour dans l'établissement du conseiller, le docteur  Behrens, lui donne l’occasion de découvrir une galerie de personnages principaux incarnant chacun une facette de l’époque : l’Italien Lodovico Settembrini, franc-maçon, avocat de la Raison et du Progrès ; le mystique et novice-jésuite, Léon Naphta, contempteur implacable de la société bourgeoise capitaliste. Il y a aussi l’hédoniste et truculent Mynheer Peeperkorn et son ensorcelante compagne Clawdia Chauchat, personnification de la volupté charnelle, qui rappelle à l'auteur un camarade de lycée de Lübeck (Pribislav Hippe). Enfin, le docteur Krokovski est l'adjoint de Behrens, adepte de la psychanalyse naissante et conférencier prolixe. Le roman illustre plusieurs leitmotivs chers à Thomas Mann : la séduction de la mort, les liens entre éthique et esthétique, l'indépendance d'esprit de l'artiste et l'extrême sensibilité de certains bourgeois « égarés » dans un contexte de conflits civilisationnels.
Ébranlé et transformé par ce faisceau d’influences contradictoires, Hans Castorp, dont le séjour ne devait durer que trois semaines, ne redescendra de la « Montagne magique », du « monde d'en haut », que sept ans plus tard ; il aura vu mourir plusieurs de ses amis et proches, dont Joachim; il aura vécu une expérience singulière qui a transformé sa vision du monde de jeune ingénieur ignorant des questions politiques et sociales. Il plongera sans transition  dans la violence de la Première Guerre Mondiale. L'histoire s'achève sur une issue inconnue, l'auteur laissant le personnage qui lui ressemble vivre ou mourir en plein combat, au gré du lecteur.

## Commentaires
La Montagne magique fait écho à La Mort à Venise publié douze ans plus tôt et reprend certains thèmes des Considérations d'un apolitique. L'intention primitive de l'écrivain visait « une contrepartie satirique de La Mort à Venise dont le thème serait la séduction de la mort et de la maladie ». Entre-temps, la Première Guerre mondiale fait ses ravages et Thomas Mann intégrera dans ses réflexions philosophiques et dans sa grande sensibilité « tous les problèmes que la guerre avait rendus plus aigus et plus actuels ». « L'humour qui exige de l'espace », selon l'auteur et dont il est un maître incontestable en littérature, teinte également le ton du récit et le rythme des épisodes successifs. Les proportions considérables de l'œuvre ne nuisent pas à la lecture grâce à un découpage du texte en sept chapitres, subdivisés en paragraphes courts, aux titres explicites.

### Dimension autobiographique du roman
Bien qu'il s'agisse là d'une certaine forme de roman de formation ("Bildungsroman)", La Montagne magique s'avère, à certains égards, un récit à clef. Thomas Mann, jeune père de famille, entreprit l'écriture de cette œuvre lors d'un séjour au sanatorium suisse de Davos, dans les Grisons, qu'il effectua en 1911 auprès de son épouse Katia, souffrante. Il puisa dans cette expérience douloureuse le cadre spatio-temporel de son roman. Autobiographique, le roman l'est aussi sur le plan sentimental, notamment à travers le thème de l'homosexualité. Les sentiments qu'éprouve Hans Castorp pour Clawdia Chauchat font écho à l'attirance qu'il éprouvait pour son jeune camarade de classe Pribislav Hippe, encore adolescent et scolarisé à Lübeck. Le mode de rencontre est le même (emprunt d'un crayon) et des expressions récurrentes comme « yeux de loup des steppes » servent à caractériser ses rapports avec le jeune Pribislav Hippe et l'envoûtante Clawdia Chauchat qui lui parait inaccessible.
Enfin, l'antagonisme des deux brillants pédagogues, Lodovico Settembrini et Léon Naphta, les conduit à s'affronter en joutes intellectuelles tout au long du roman pour remporter l'adhésion philosophique du jeune Hans Castorp ; ces discussions philosophiques et sociales de grande actualité permettent à Thomas Mann d'explorer le débat intérieur qui l'a tourmenté au tournant de la Première Guerre mondiale, puis d'évoluer peu à peu vers une pensée socialiste dans le contexte vulnérable de la République de Weimar. De sensibilité conservatrice dans sa jeunesse, Thomas Mann s'est converti aux idées libérales, tout en restant un ennemi radical des idéologies radicales et au désordre incontrôlable. La Montagne magique constitue  un roman charnière dans la vie intellectuelle de son auteur : Thomas Mann est à la recherche d'un équilibre humain respectueux de la mesure, dans le contexte économique, politique et social de l'Europe du XXe siècle.

## Principaux personnages
La plupart des personnages de la galaxie complexe de La Montagne magique ont une fonction symbolique et incarnent différentes mentalités et tendances européennes pendant l'avant-guerre, lors du grand conflit militaire, puis au cours de la Belle Époque.

### Hans Castorp
Hans Castorp, est un jeune personnage fade, malléable et sans aspérités, à la recherche du Saint Graal, dans la tradition du Parsifal de Wagner. Il vient de terminer ses études d'ingénieur mais n'a pas encore commencé à travailler. Il représente la bourgeoisie allemande déchirée entre des influences contradictoires : il aspire à des idéaux humanistes élevés tout en étant tenté par des idéologies radicales et un rejet des cultures d'avant-garde. Comme souvent chez Thomas Mann, une signification plus profonde se cache derrière le choix du nom de ses personnages. "Hans", d'une part, est pour les Allemands le prénom fréquent par excellence. De nombreux personnages de contes de fées portent également ce nom. C'est en outre un nom avec des connotations bibliques : Hans, version allemande de Jean, renvoie à saint Jean-Baptiste, cousin de Jésus, ainsi qu'à l'apôtre de Patmos, qui reçoit la révélation de l'Apocalypse. "Castorp", d'autre part, est inspiré d'un personnage célèbre de  l'histoire de la Hanse dont ont fait partie ses ancêtres de Lübeck. Les deux principales influences qui vont s'exercer sur Hans Castorp sont représentées par les deux savants "pédagogues" de l’œuvre, Settembrini et Naphta.

### Lodovico Settembrini
Lodovico Settembrini représente l'idéologie des Lumières et l'adhésion à la vie de l'esprit. L'action présente pour lui d'abord une valeur éthique. Il se fait le mentor et l'éducateur de Hans Castorp, qu'il qualifie affectueusement d'« enfant gâté de la vie ». Dans ce rôle, il souligne le caractère absurde de la fascination de Castorp pour la maladie et la mort. Il le met en garde contre le caractère négligent et décontracté de la Russe Clawdia Chauchat, dont Castorp est tombé amoureux. Thomas Mann illustre symboliquement la fonction d'éclaireur (au sens éducatif) de Settembrini, lorsque celui-ci trouve Castorp dans l'obscurité et allume le plafonnier avant de commencer à dialoguer avec lui. Le poète Giosue Carducci (Prix Nobel 1906), que Settembrini admire, a écrit un hymne à un autre porteur de lumière inhabituel, Lucifer, « la forza vindice della ragione » ("la force vengeresse de la raison"). Settembrini se compare lui-même à Prométhée, qui a amené le feu aux hommes et sera puni par les dieux. Il reconnaît volontiers sa vocation spirituelle de franc-maçon, en présence de Hans Castorp qui l'interroge.
Lodovico Settembrini représente une caricature de l'écrivain occidental, libéral et démocrate, incarné, entre autres, par Heinrich Mann, le frère aîné de Thomas Mann, avec qui ce dernier avait engagé une grave dispute culturelle et philosophique opposant culture et civilisation, à partir de 1914, dans le contexte de la Première Guerre mondiale.
Les aspects libéraux et « démocrates » de Settembrini sont dépeints, à travers ses monologues, les réponses de son antagoniste Naphta voire des commentaires du narrateur lui-même et les réflexions de Castorp, de façon complexe. Settembrini est par exemple un pourfendeur invétéré de l'« Orient » et du tempérament « asiatique », il ne cesse de clamer de façon virulente la supériorité de la culture et de la civilisation ouest-européenne sur les autres (du  « principe européen » sur le « principe asiatique » ), etc. Il n'hésite pas à parler des croisades comme de « guerres civilisatrices » qui ont « favorisé le plus heureusement du monde les rapports économiques et commerciaux des peuples et ont réuni l'humanité occidentale sous le signe d'une idée » (celle d'« État national »). Il considère la démocratie principalement sous l'angle des tempéraments des peuples, des jeux politico-diplomatiques et de la haute culture de l'Esprit : ses vues sont avant-tout avant-gardistes et élitistes (ce que ne manqueront pas de relever Hans Castorp et Naphta) : il est d'ailleurs (tardivement) présenté, de façon explicite, comme membre de la Franc-Maçonnerie. Son rapport à la pédagogie s'en ressent, notamment dans cette phrase qu'il prononce à l'égard de Castorp au cours d'une discussion avec Naphta : « Taisez-vous, ingénieur [...]. Instruisez-vous, mais ne produisez pas ». Settembrini est présenté (se présente lui-même) à répétition comme un progressiste. Il est membre de la « Ligue Internationale pour l'organisation du Progrès », rationaliste et scientifique, dont les objectifs vont du « perfectionnement de l'organisme humain » au « problème de la santé de notre race », de l'étude des « méthodes pour combattre la dégénérescence qui est sans doute une conséquence inquiétante de l'industrialisation croissante » jusqu'au fait de « préparer le bonheur de l'humanité », et dont le « but dernier est l’État parfait ».
En bref, cette forme d'autoritarisme conquérant dans la vision du monde de Settembrini sera résumée par le narrateur en fin d'ouvrage dans une phrase cinglante : « M. Settembrini était humanitaire d'une manière plus ou moins consciente, mais en même temps et par là-même il était militariste ».
Parallèlement à l'écriture du roman s'est déroulée la progressive conversion de Thomas Mann à la démocratie de la République de Weimar. Dans ses écrits ultérieurs, l'écrivain condamnera le côté extrême des points de vue antagonistes de Settembrini et de Naphta.
L'apparence de Settembrini est inspirée par le compositeur italien Ruggero Leoncavallo, tandis que le nom de Settembrini est une allusion à l'écrivain italien franc-maçon Luigi Settembrini,. Ce Settembrini est l'héritier d'une tradition de carbonari et de républicains, avocats à Padoue. Sa culture littéraire est nourrie de Virgile, Boccace, Dante, qu'il cite volontiers avec érudition...

### Léon Naphta
Le « petit » Léon Naphta représente les forces de décomposition, l'extrémisme des deux camps, qui régnera de manière croissante dans la République de Weimar, finira par détruire le système démocratique et par mener au régime totalitaire nazi. Son idéologie fanatique combine des morceaux hétérogènes venus de toutes sortes de radicalités, sur la base d'une vision du monde collectiviste contenant des aspects communistes, anarchistes et fascistes. Dans ce sens, sa religiosité chrétienne, semble aussi, orientée vers un certain panthéisme. Des valeurs religieuses et philosophiques essentielles sont dépouillées de leur sens par une intelligence brillante et froide ; sa rhétorique sophiste est menée ad absurdum, « comme s'il voulait admettre que le soleil tourne autour de la terre ». Léon Naphta incarne un mode de pensée dépourvu d'humanisme, opposé aux Lumières. Il rivalise avec Lodovico Settembrini pour convaincre leur élève commun, Hans Castorp, de ses thèses absolutistes ; il soutient la transfiguration naïve de la maladie, censée incarner une certaine dignité de l'homme ; plus l'être est malade, plus il accèderait, à un degré supérieur "d'humanité". Tout progrès moral ne saurait être dû qu'à la maladie subie et acceptée, et certainement pas à la science, à laquelle il ne croit pas. La poursuite de la sécurité bourgeoise ne lui paraît pas une finalité digne d'être vécue. Naphta est la caricature d'une forme exacerbée de romantisme morbide.
Hans Castorp découvre dans ses rêves décrits au chapitre « Neige », que Settembrini nourrit de meilleures intentions que Naphta à son égard ; bien qu'il traite ses deux mentors de "bavardeurs". Il se rend compte que la lutte verbale entre les deux adversaires aboutit à des impasses qu'il lui faudra dépasser par lui-même. Le conflit entre leurs deux visions du monde irréconciliables culminera dans un duel au pistolet qui sera fatal à Naphta : le novice-jésuite retourne le pistolet contre lui-même Le personnage de Léon Naphta n'était pas inclus dans le premier projet du roman de Thomas Mann : cette figure inquiétante a été ajoutée pour incarner les idéologies totalitaires en gestation en Europe : fascisme et communisme. Thomas Mann a choisi un Juif  
de Galicie, devenu fidèle à la devise de saint Ignace de Loyola fondateur de l'ordre des Jésuites : "Perinde ac Cadaver". Naphta, professeur au Fredericanium, défend des idées pré-fascistes comparables à celles qui réapparaitront dans Le Docteur Faustus, dans la bouche d'un autre israélite, le Dr Chaim Breisacher.
L'inspiration pour Naphta viendrait en partie du correspondant hongrois de Thomas Mann, le philosophe et critique littéraire marxiste Georg Lukács, futur ministre de la culture d'Imre Nagy en 1956, thèse que l'auteur a spécifiquement réfuté, dans une longue lettre au professeur Pierre-Paul Sagave (directeur du département d'études germaniques de Paris-Nanterre de 1966 à 1980).

### Clawdia Chauchat
Clawdia Chauchat incarne dans le roman la séduction érotique, bien que dans sa forme morbide dégénérée en « relâchement asiatique ». Cet amour sensuel inabouti conduit l'influençable et jeune Hans Castorp à s'attarder sur la "Montagne magique". La liste des modèles littéraires suggérés pour Clawdia Chauchat va de la séduisante Circé dans l'Odyssée d'Homère aux nymphes du Venusberg dans Tannhäuser de Richard Wagner. Le symbolisme félin, qui rappelle aussi Les Fleurs du mal de Baudelaire, paraît flagrant à certains critiques littéraires. La jeune femme russe, venant en fait du Daghestan selon la liste des hôtes du sanatorium, est décrite comme ayant des yeux kirghizes ; son nom de famille évoque les mots "chaud chat" en français, langue qu'elle parle courammentDans le prénom, la notion de griffes apparaît : claws en anglais. Chauchat est également la marque du célèbre fusil mitrailleur utilisé dans l'armée française à partir de 1916... Le personnage de Clawdia Chauchat serait une transcription littéraire d'une femme du nom de Clawelia, en traitement à Davos en même temps que l'épouse de Thomas, Katia.

### Mynheer Peeperkorn
Mynheer Peeperkorn, le nouvel amant hollandais de Madame Chauchat apparaît tardivement dans l’œuvre ; c'est une figure marquante du roman, passionné de café corsé et de champagne Mumm. Planteur colonial de Java, imposante personnalité, « homme de grand format », est propriétaire d'un hôtel particulier à La Haye et d'une villa à Scheveningue. Il suscite la fascination de Hans Castorp, mais sera qualifié par Lodovico Settembrini de « stupide vieillard ». Il rappelle ces figures ambivalentes de certaines œuvres antérieures de Thomas Mann, pour lesquelles le protagoniste éprouve admiration, envie mais également mépris, en raison de leur force vitale teintée de naïveté accablante. C'est le cas de M. Klöterjahn de la nouvelle Tristan, ainsi que de Hans Hansen, l'ami de Tonio Kröger. Tandis que ceux-ci sont encore dépeints sobrement, Mynheer Peeperkorn incarne le culte grossier de la vitalité masculine et manifeste de multiples excès dans la vie quotidienne. Il devient une caricature du monde dionysiaque, selon Thomas Mann. Un modèle opposé est incarné par Joachim Ziemssen, qui ne possède aucun trait "chtonien", bien au contraire, mais sera prêt à accepte sa mort. Peeperkorn se détruit lui-même par ses pulsions incontrôlées : ne supportant pas sa maladie, il se suicide. À l'opposé également, Hans Castorp persiste avec courage dans sa recherche d'un équilibre humain durable.
Le modèle de Peeperkorn est l'écrivain Gerhart Hauptmann, qui s'est d'ailleurs reconnu en lisant le livre de Thomas Mann. Cette thèse est confirmée par les annotations dans l'exemplaire de Hauptmann et par sa lettre de plainte à leur éditeur commun, Samuel Fischer (de). Max Liebermann, lui aussi, a immédiatement reconnu l'inspiration de cette caricature à l'occasion d'une conférence. Thomas Mann ne l'a pas nié. Les deux célèbres écrivains, admirateurs de leurs œuvres respectives, se réconcilieront rapidement.

### Joachim Ziemssen
Le cousin de Hans Castorp, Joachim Ziemssen, apparaît comme un représentant de la fidélité au devoir de soldat, un personnage qui, bien que superficiellement, fait face aux défis de la vie et cherche à les relever par l'action, en descendant vers ceux d'en-bas. Malgré leur prétendue altérité de caractère, Joachim et son cousin Hans Castorp sont  proches par l'âge et l'éducation; le docteur Behrens y fait allusion lorsqu'il appelle en plaisantant les cousins « Castorp et Pollux ». Pourtant, ils évitent « de s'appeler par leurs prénoms, uniquement par crainte d'une cordialité trop grande ». Un silence éloquent s'installe entre eux : ce qui n'est pas dit ouvertement importe le plus. Les histoires d'amour des deux cousins sont également parallèles. Castorp se livre volontiers à l'ivresse de sa passion non déclarée pour Madame Chauchat ; Joachim est  épris de la jeune russe Marusja (ou Maroussia), mais refuse de se laisser emporter par ses sentiments. En fait, Joachim s'efforcera de quitter le microcosme hermétique de la "Montagne magique" et sa morbidité physique, mais surtout spirituelle. Avec son comportement plein de tact, sa modestie et son attitude positive, il engendre la sympathie. Le chapitre « En soldat et en brave » (dont le titre cite un passage du Faust de Goethe), décrit son retour résigné au sanatorium, après qu'il eut dû quitter son régiment où il venait d'être nommé lieutenant. Avec ceux "d'en haut",, les malades d'une civilisation moribonde, Joachim accepte sa souffrance finale qui le conduit vers une mort apaisée. La figure du "bon Joachim" fait écho au motif de saint Sébastien repris à plusieurs reprises dans l'œuvre de Thomas Mann. La détermination à endurer avec dignité les épreuves d'un destin contraire rappelle d'autres personnages, qui donnent finalement une priorité à leurs sentiments et à leurs devoirs moraux. C'est le cas de Gustav von Aschenbach de La Mort à Venise ou de Thomas Buddenbrook, qui, comme Joachim, souffrent d'une sensibilité exacerbée qu'ils dissimulent et se montrent incapables de maîtriser, si ce n'est en acceptant la mort.

### Behrens
Le modèle du Docteur Behrens (« Rhadamante », le héros civilisateur crétois, comme aime l'appeler Settembrini) est le Dr Friedrich Jessen (1865-1935), directeur du sanatorium dans lequel séjourna effectivement Katia Mann. L'auteur dépeint le Dr Jessen d'une manière peu flatteuse : « avec des yeux enflés, des yeux injectés de sang, des joues bleues, un nez aplati et des mains et des pieds énormes ». Jessen aurait parlé comme « la caricature d'un étudiant membre d'une corporation », ce qui n'est pas flatteur aux yeux de Thomas Mann, qui se considère comme un autodidacte. En Behrens se reflète aussi la tendance de Jessen à conseiller à ses patients de prolonger leur séjour sans indication médicale pour des raisons essentiellement financières. Behrens n'est pourtant que l'intendant zélé de l'établissement, les propriétaires étant les actionnaires d'une lointaine société anonyme. Thomas Mann en est le témoin vivant. Le médecin-directeur de Davos aurait voulu garder l'éminent  visiteur de passage, Thomas Mann, pourtant père de famille déjà chargé de trois enfants en 1911, Erika, Klaus et Golo. Dans sa clinique, un traitement de six mois s'imposait, selon ce médecin-financier,, pour traiter un catarrhe pourtant bénin ...

### DrKrokowski
Le principal modèle du Dr Ehdin Krokowski serait le psychanalyste Georg Groddeck, considéré comme le pionnier de la psychosomatique. Dans son sanatorium Marienhöhe près de Baden-Baden, celui-ci a donné des conférences à partir de 1912 dans lesquelles il a établi des liens entre l'amour et la maladie, de la même manière que le Dr Krokowski tentera de le faire au Berghof. Il défend ses thèses dans son livre Nasamecu (natura sanat — medicus curat), publié en 1913. Le docteur Krokowski serait également inspiré par le fondateur de la psychanalyse, Sigmund Freud et le Dr Richard von Krafft-Ebing, dont Thomas Mann connaissait les travaux. Le Dr Krokowski traite les « variations effrayantes et étranges de l'amour » dans un « style poétique et savant », caractéristique du célèbre ouvrage de Krafft-Ebing Psychopathia sexualis. Il pratique des expériences de medium qui auraient réussi à établir une communication avec le fantôme de Joachim.

### Adriatica von Mylendonk
Le personnage d'Adriatica von Mylendonk, infirmière en chef, est inspiré de Luise Jauch (1885-1933), l'adjointe du directeur du sanatorium ; elle était venue avec lui de Hambourg à Davos. Mann la dépeint de manière aussi peu flatteuse que le professeur lui-même : « Sous sa coiffe d'infirmière sortaient des cheveux roux clairsemés, ses yeux bleus délavés et enflammés, avec sur l'un d'eux un orgelet bien développé, un regard fuyant, son nez relevé, une bouche de grenouille, avec en plus une lèvre inférieure saillante. » Luise Jauch maîtrisait toutes sortes de jeux de cartes, fumait le cigare et cultivait un certain langage de charretier, ne laissant guère de place à la douceur des soins. La "supérieure" polyglotte est à l'aise dans la patientèle cosmopolite du sanatorium.

### Madame Stöhr
L'inculte Mme Stöhr, qui confond des mots (désinfester au lieu de désinfecter), est inspirée d'une malade soignée en même temps que Katia Mann, une certaine Mme Plür. Son nom a une double signification : sa principale « expertise » est la connaissance d'un nombre considérable (28) de recettes de sauces de poisson (« Stör » signifie « esturgeon » en allemand). D'autre part, son comportement à table — comme ses interventions non sollicitées — peut  être décrit comme une perturbation non souhaitée (« Störung » en allemand) de la part des autres convives.

### Hermine Kleefeld
Jeune femme, membre du cercle des malades du "demi-poumon". Elle est capable avec son pneumothorax d'émettre des sifflements stridents, talent dont elle se sert pour surprendre Hans Castorp quand il la croise pour la première fois lors d'une promenade avec Joachim.

## Réception de l’œuvre
La Montagne magique a rencontré, dès sa publication, un grand succès, avec un tirage de 100 000 exemplaires en allemand pendant les quatre premières années. L'œuvre a été traduite en vingt-sept langues, dans les principaux pays d'Europe et d'Amérique. L'œuvre est parue en France en 1931, avant Les Buddenbrooks, dans la traduction de Maurice Betz. L'intérêt porté  à ce roman de plus de 800 pages tient autant à la forme ciselée et teintée d'ironie qu'au fond philosophique et social. Thomas Mann utilise avec talent la distance ironique du narrateur pour aborder les grands débats de son époque. Lodovico Settembrini plaide pour l'avènement d'une république universelle, permettant au progrès de favoriser la paix et la justice en Europe et dans le monde. De nature optimiste, il fait confiance au système capitaliste libéral, d'inspiration anglaise, à condition d'éviter "l'hybris de perdition". La souveraineté de l'esprit et l'exercice d'une volonté libre doivent, selon Lodovico Settembrini, déterminer un "univers moral" souhaitable. Settembrini critique les guerres de conquête des empires et leur volonté de puissance. Il prône la tolérance, sauf à l'égard du mal engendré par les idéologies à prétention  métaphysique. Le sombre et froid Léon Naphta au contraire est partisan d'une théocratie mondiale rétablissant une hiérarchie des nations correspondant elle-même à "l’instinct naturel" des peuples. La religion doit dominer la politique et justifie maladie et pauvreté, dans l'intérêt même des populations concernées. Il fait l'éloge de l'inquisition et se réfère au pape Innocent III, connu pour sa lutte armée contre les hérésies et sa bénédiction de la quatrième croisade, celle qui a procédé au sac de Constantinople. Naphta le fanatique condamne, sans appel, la "doctrine économique anglaise", l'argent, le commerce et la propriété privée qualifiée de vol. Gérard Valin a étudié en 2025 les évolutions de la pensée économique et sociale  de Thomas Mann dans son ouvrage Thomas Mann à Paris : La Montagne magique y tient une place centrale, en tant que chef-d'œuvre essentiel de la "firme Mann". L'œuvre a été abondamment étudiée par  de célèbres critiques littéraires, tels que Georg Lukacs, Louis Leibrich, Pierre-Paul Sagave, Peter de Mendelsohn, Donald Prater, Hermann Kurzke, Kurt Sontheimer, Hans Mayer, Hans Wisskirchen,Tobias Boes, Stanley Corngold... Ils ont participé, avec beaucoup d'autres qui méritenteraient également d'être cités, à alimenter l'immense littérature secondaire qu'a suscitée Thomas Mann. Dans La Montagne magique, il ne s'agit pas seulement d'un débat intellectuel entre les tenants de régimes autoritaires et de démocraties libérales : Thomas Mann explore avec rigueur et précision les motivations profondes et les expériences de vie (Erlebnisse) qui sous-tendent les choix politiques, économiques et sociaux de chacun, au cours des vies marquées par les joies, les épreuves et les "exigences du jour", selon son expression favorite. Ce faisant, cette œuvre magistrale traverse le temps, interpelle ses lecteurs du XXIe siècle sur leurs responsabilités politiques en tant que citoyen du monde et apparaît d'une grande actualité qui s'impose à tous.
Le régime nazi considérait que ce roman dénigrait l'héroïsme militaire et avait le tort de faire l'éloge d'une forme de décadence en faisant appel à la consciece individuelle ; néanmoins l'œuvre ne figurait pas sur la liste noire de Joseph Goebbels, ministre de l'Éducation du peuple et de la Propagande d'Hitler.Cet ouvrage est resté un grand succès du Prix Nobel allemand de littérature de 1929, y compris après son exil en France (Sanary, Bandol), en Suisse (Zurich) ou aux Etats-Unis (Princeton, Los Angeles).

## Éditions françaises
- La Montagne magique, traduit par Maurice Betz, 2 tomes, Paris, Librairie Arthème Fayard, 1931 (BNF 32414224)
  - réédition, 2 vol., Paris, LGF, coll. « Le Livre de poche » no 5055 et no 5056, 1977  (ISBN 2-253-01844-9) (vol.1) et  (ISBN 2-253-01845-7) (vol. 2)
  - réédition en un volume, LGF, coll. « Le Livre de poche » no 6994, 1991  (ISBN 2-253-01844-9)
- La Montagne magique, traduit par Claire de Oliveira[16], Paris, Éditions Fayard, 2016  (ISBN 978-2-213-66220-6)

## Adaptations cinématographiques et radiophoniques
Une adaptation cinématographique est réalisée en 1982 par Hans W. Geißendörfer avec Christoph Eichhorn, Marie-France Pisier, Rod Steiger et Charles Aznavour.
Un feuilleton radiophonique diffusé par la radio française France Culture en 1972, 1989 et 2001 met également en scène les différents personnages de ce roman (adaptation de Michel Manoll, réalisation de Georges Godebert, avec Pierre Vaneck, Jean-Marie Fertey, Jean Topart, Pascal Mazzotti, concours de la Société Suisse de Radiodiffusion).
Le dessin animé japonais Le vent se lève, d'Hayao Miyazaki, s'inspire ouvertement de La Montagne magique. Il est transposé dans la montagne de Nagano, et reprend explicitement le personnage de Castorp.
Le livre apparait[Comment ?] dans le film A Cure for Life qui reprend certaines de ses thématiques[pas clair]'.